# Ishliki
Ishliki (em persa: ايشليكي, romanizada como Īshīkī; também conhecida como Eshlīkī, Ishlik, Ishlyk e Lashīkī) é uma aldeia do distrito rural de Kurka, situada no distrito central de Astaneh-ye Ashrafiyeh, na província de Gilan, no Irã. No censo de 2006, sua população era de 174, em 51 famílias.